# Kitanemuk
Le kitanemuk est une langue uto-aztèque de la branche des langues takiques parlée aux États-Unis, en Californie.  
Les derniers locuteurs sont morts dans les années 1940. La langue est éteinte.

## Répartition géographique
le kitanemuk était parlé dans le sud de la Californie, dans la région de Tejon Pass et des monts Tehachapi.

## Classification
Le kitanemuk est une des langues takiques. À l'intérieur de ce sous-groupe des langues uto-aztèques du Nord, le kitanemuk est particulièrement proche du serrano avec lequel elle constitue les langues serran-gabrielino.

## Phonologie
Les tableaux présentent la phonologie du kitanemuk, telle qu'analysée par Alice Anderton à partir des notes de John Peabody Harrington.

### Voyelles
|         | Antérieure | Centrale | Postérieure |
| ------- | ---------- | -------- | ----------- |
| Fermée  | i [i]      | ɨ [ɨ]    | u [u]       |
| Moyenne | e [e]      |          | o [o]       |
| Ouverte |            | a [a]    |             |

### Consonnes
|              | Bilabiale | Dentale | Alvéolaire | Latérale | Palatale | Vélaire       | Glottale |
| ------------ | --------- | ------- | ---------- | -------- | -------- | ------------- | -------- |
| Occlusive    | p [p]     | t [t]   |            |          |          | k [k] kʷ [kʷ] | ʔ [ʔ]    |
| Fricative    | v [v]     |         | s [s]      |          | š [ʃ]    |               | h [h]    |
| Affriquée    |           | c [t͡s]  |            |          | č [t͡ʃ]   |               |          |
| Nasale       | m [m]     | n [n]   |            |          |          | ŋ [ŋ]         |          |
| Liquide      |           | r [r]   |            | l [l]    |          |               |          |
| Semi-voyelle | w [w]     |         |            |          | y [j]    |               |          |

## Morphologie

### Le nom
Caractéristique des langues takiques, le nom, sans affixes, apparaît sous une forme absolue, marquée par le suffixe absolutif /-t/.
konakat - collier
Ce suffixe disparaît quand le mot prend un affixe.
nikonakaʔ - mon collier